# Jour de glace
Jour de glace est une nouvelle d'Anton Tchekhov, publiée en 1887.

## Historique
Jour de glace est initialement publié dans la revue russe Le Journal de Pétersbourg, no 11, du 12 janvier 1887, sous le pseudonyme d'A Tchekhonte. Aussi traduit en français sous le titre Froidure.

## Résumé
C'est jour de fête sur la place du chef-lieu. Malheureusement, la température étant descendue à 28° sous zéro, doit-on annuler la fête ? Toutes les personnalités sont là, le gouverneur, le maire... Chacun y va de ses souvenirs de journées de grands froids. À la fin, chacun rentre chez soi : il fait vraiment trop froid.

## Extrait
Le maire Erémiev : « Bien sûr, c’est lui, le froid qui a chassé les Français, il nous permet de congeler toutes sortes d’aliments... Pour qui a le ventre bien garni et de bons habits, le froid n’est que plaisir, mais pour l’ouvrier, le mendiant, le pèlerin, l’innocent qui court les routes, c’est le comble des maux et des calamités. »

## Édition française
- Jour de glace, traduit par Edouard Parayre, Bibliothèque de la Pléiade, Édition Gallimard, 1970  (ISBN 2-07-010550-4)